# Campeonato Gaúcho de Futebol de 1944
O Campeonato Gaúcho de Futebol de 1944, foi a 24ª edição da competição no Estado do Rio Grande do Sul. Os campeões das regiões voltaram a enfrentar-se pelo título. O Internacional foi o campeão.

## Participantes
| Equipe        | Cidade           | Classificação                 | Participação |
| ------------- | ---------------- | ----------------------------- | ------------ |
| Bagé          | Bagé             | Campeão da Região Fronteira   | 7ª           |
| Cachoeira     | Cachoeira do Sul | Campeão da Região Serra       | 1ª           |
| Floriano      | Novo Hamburgo    | Campeão da Região Noroeste    | 11ª *        |
| Internacional | Porto Alegre     | Campeão da Região Centro      | 8ª           |
| Pelotas       | Pelotas          | Campeão da Região Sul/Litoral | 3ª           |

* Ex-Novo Hamburgo, a terceira participação como Floriano.

## Tabela

### Fase preliminar
| 24 de setembro de 1944 | Cachoeira                               | 2[1] – 2[0] | Floriano                  |  |
|                        | Gol marcado · Gol marcado · Gol marcado |             | Gol marcado · Gol marcado |  |

| 24 de setembro de 1944 | Pelotas                   | 2 – 3 | Bagé                                    |  |
|                        | Gol marcado · Gol marcado |       | Gol marcado · Gol marcado · Gol marcado |  |

### Semifinais
| 1º de outubro de 1944 | Bagé                                                  | 4 – 1 | Cachoeira   |  |
|                       | Gol marcado · Gol marcado · Gol marcado · Gol marcado |       | Gol marcado |  |

| 8 de outubro de 1944 | Cachoeira   | 1 – 2 | Bagé                      |  |
|                      | Gol marcado |       | Gol marcado · Gol marcado |  |

### Finais
| 15 de outubro | Bagé                                     | 3 – 1 | Internacional  | Pedra Moura, Bagé                                |
|               | Tupan 17' · Cézar Tornar 19' · Sebastião |       | Tesourinha 85' | Renda: Cr$ 29.000,00 Árbitro: RS Gabriel Martins |

- Bagé: Osmar; Bexiga e Chico; Barradas, Melado e Heitor; Tupan, Hernández, Cézar Tornar, Sebastião e Rui Garrastazú. Técnico: Omar Saraiva.
- Internacional: Ivo; Alfeu e Nena; Brito, Ávila e Abigail; Tesourinha, Volpi, Adãozinho, Ruy Motorzinho e Carlitos. Técnico: Orlando Cavedini.

| 22 de outubro | Internacional                                                                                               | 6 – 0 (pro.) | Bagé | Timbaúva, Porto Alegre                           |
|               | Volpi 0' (25 seg.), 9' (pro.) · Xinxim 22', 74', 77' · Adãozinho 27', 84', 7' (pro.) · Tesourinha 3' (pro.) |              |      | Renda: Cr$ 43.600,00 Árbitro: RS Gabriel Martins |

|  | Internacional | Bagé |

- Internacional: Ivo; Alfeu e Nena; Assis, Ávila e Abigail; Tesourinha, Volpi, Adãozinho, Ruy Motorzinho e Xinxim. Técnico: Orlando Cavedini.
- Bagé: Osmar; Bexiga e Chico; Barradas, Nova e Heitor; Tupan, Hernandez, Sebastião, Cézar Tornar e Rui Garrastazú. Técnico: Omar Saraiva.

## Premiação
| Campeonato Gaúcho de 1944         |
| --------------------------------- |
| Internacional Campeão (7º título) |